# Blood Red Throne
Blood Red Throne est un groupe de death metal norvégien, originaire de Kristiansand. Formé en 1998, le groupe compte à son actif six albums, et se compose de Ivan Gujic, Emil Wiksten, Død, Ygnve Bolt Christiansen, et Ole Bent Madsen. Ils publient leur premier album, Monument of Death, en 2001.

## Biographie
Blood Red Throne est formé en 1998 à Kristiansand, lorsque Død et Tchort (en leur temps au sein de Satyricon), décident de former leur propre groupe de death metal. Tchort joue du death metal depuis 1989 avec son groupe Green Carnation, qui était l'un des premiers groupes de death metal en Norvège, et Død est un grand fan du genre depuis 1992. Tchort jouait aussi de la basse pour Emperor au début des années 1990 et s'impliquait dans des groupes comme Carpathian Forest et Einherjer. Le groupe fait ensuite la rencontre du batteur Freddy Bolsø, puis du bassiste Erlend Caspersen avec qui le duo forme finalement Blood Red Throne.
Le groupe enregistre une démo, intitulée Deathmix 2000 avec Ronni Thorsen de Trail of Tears au chant. Cette démo attire un bon nombre de labels. Après avoir recruté leur ami de longue date Mr. Hustler comme chanteur permanent, le groupe enregistre son premier album studio, Monument of Death, qu'il publie au label Hammerheart Records en 2001. L'édition limitée comprend un package intitulé The Suicide Kit, qui s'accompagne notamment d'un poster. Espen « Beist » Antonsen (The Sickening) se joint au groupe qui enregistre par la suite l'album Affiliated with the Suffering en 2002, leur dernier album chez Hammerheart Records. Le groupe effectue deux tournées européennes et assiste à l'Inferno Fest ; Beist quitte le groupe avant qu'il n'ai eu le temps d'enregistre un album pour Earache Records.
Avec l'aide de Bernt Moen, BRT enregistre l'album Altered Genesis qui est publié en 2005. Mr. Hustler quitte le groupe, et est remplacé par Vald au microphone. Pour rendre les choses plus faciles, BRT recrute un batteur local et permanent, Anders Haave. Il rejoint le groupe en 2006 et BRT fait une nouvelle tournée européenne avant de retourner en studio pour enregistrer son quatrième album, Come Death pour Earache Records. Plus tard, Blood Red Throne termine l'enregistrement de son cinquième album studio, prévu pour le 2 juin en Europe et le 30 juin 2009 aux États-Unis chez Earache Records. L'album comprendra un DVD en édition limitée pour célébrer les dix ans d'existence du groupe. Une suite à Come Death, intitulée Souls of Damnation, est confirmée. Blood Red Throne est confirmé le 7 février 2009, pour jouer à l'Infernofestival d'Oslo qui prendra place du 8 au 11 avril 2009. L'album Souls of Damnation est publié le 2 juin 2009 en Europe et prévu pour le 30 juin 2009 aux États-Unis.
Le 23 avril 2010, Blood Red Throne annonce sur MySpace le départ du guitariste Tchort, et son remplacement par Ivan « MeathooK » Gujic de Neongod pour le restant des concerts de l'année. Plus tard, ils annoncent le recrutement permanent du batteur Emil Wiksten. Le groupe tourne avec Dimmu Borgir, Enslaved et Dawn of Ashes en novembre et décembre 2010. Ils tourneront avec Grave, Pathology et Gigan en août et septembre 2011. En avril 2013, le groupe annonce son album, éponyme, le 21 mai 2013 via Sevared Records. L'album est enregistré par Audun Grønnestad aux Mayhem Music Studios, et mixé et masterisé par Martin Berger Enerstvedt aux Skar Productions. La couverture est réalisée par Rafael Tavares.
En septembre 2015, Blood Red Throne annonce le départ de Yngve « Bolt » Christiansen, et son remplacement par Martin Berger Enerstvedt. Au début de 2016, le groupe sortira son nouvel album intitulé Union of Flesh and Machine le 15 juillet chez Spinefarm Records.

## Membres

### Membres actuels
- Yngve « Bolt » Christiansen - chant (2011-2015, depuis 2015)
- Ole Bent Madsen - basse (depuis 2011)
- Ivan Gujic - guitare (depuis 2010)
- Død - guitare (depuis 1998)
- Freddy Bolsø - batterie (1998-2002, depuis 2015)

### Anciens membres
- Tchort - guitare (1998-2010)
- Ronny Thorsen - chant (2000)
- Flemming Gluch - chant (2001-2005)
- Vald - chant (2005-2011)
- Martin Berger - chant (2015)
- Erlend Caspersen - basse (1998-2011)
- Espen Antonsen - batterie (2002-2004)
- Anders Kobro - batterie (2005-2007)
- Anders Haave - batterie (2007-2010)
- Emil Wiksten - batterie (2010-2013)

## Discographie
- 2001 : Monument of Death
- 2002 : A Taste for Blood
- 2003 : Affiliated with the Suffering
- 2005 : Altered Genesis
- 2007 : Come Death
- 2009 : Souls of Damnation
- 2011 : Brutalitarian Regime
- 2013 : Blood Red Throne
- 2016 : Union of Flesh and Machine
- 2019 : Fit To Kill
- 2021 : Imperial Congregation